# Ercheu
 Ercheu  es una localidad y comuna de Francia, en la región de Picardía, departamento de Somme, en el distrito de Montdidier y cantón de Roye.
Su población en el censo de 1999 era de 704 habitantes.
No está integrada en ninguna Communauté de communes.

## Demografía
| 432 | 576 | 601 | 648 | 709 | 704 |
| Para los censos de 1962 a 1999 la población legal corresponde a la población sin duplicidades (Fuente: INSEE [Consultar]) |     |     |     |     |     |

- Datos: Q81954
- Multimedia: Ercheu / Q81954

1. ↑  Worldpostalcodes.org, código postal n.º 80400.
2. ↑  INSEE, Datos de población para el año 2012 de Ercheu (en francés).